# Varicorhinus jaegeri
Varicorhinus jaegeri és una espècie de peix cipriniforme de la família dels ciprínids.

## Morfologia
Els mascles poden assolir els 18,8 cm de longitud total.

## Distribució geogràfica
Es troba a Àfrica: riu Sanaga.